# Paracantha multipuncta
Paracantha multipuncta är en tvåvingeart som beskrevs av Malloch 1941. Paracantha multipuncta ingår i släktet Paracantha och familjen borrflugor. Inga underarter finns listade i Catalogue of Life.